# 25th Birthday Party
Albums de Gong
Tree In Fish
(1994) Live Floating Anarchy 1991
(1995)
25th Birthday Party, est un album en concert de Gong enregistré à l'occasion du 25e anniversaire de la création du groupe, lors de la tournée d'octobre 1994.
La formation se rapproche un peu plus de celle des albums majeurs du groupe avec l'arrivée de Tim Blake et de Mike Howlett.

## Liste des titres

### Face 1
1. Thom Intro (Thom) – 1:18
2. Floating into a Birthday Gig (Allen, Blake, Howlett, Lewry, Pyle, Smyth) – 5:39
3. You Can't Kill Me (Allen) – 6:20
4. Radio Gnome 25 (Allen, Lewry) – 7:11
5. I Am Your Pussy (Allen, Smyth) – 4:56
6. Pot Head Pixies (Allen) – 2:54
7. Never Glid Before (Hillage) – 5:47
8. Sad Street (Hillage, Smyth) – 6:28
9. Eat That Phonebook (Malherbe) – 3:27
10. Gnomic Address (Blake) – 1:36
11. Flute Salad (Malherbe) – 2:32
12. Oily Way (Allen, Malherbe) – 3:26
13. Outer Temple/Inner Temple (Allen, Blake, Hillage, Malherbe) – 5:25
14. She Is the Great Goddess (Blake, Smyth) – 3:05
15. Iaom Riff'  (Allen, Blake, Hillage, Howlett, Smyth) – 7:34

### Face 2
1. Clouds Again (Blake) – 9:57
2. Tri-Cycle Gliss (Allen, Blake, Hillage, Howlett, Smyth) – 10:51
3. Get a Dinner (Allen, Blake, Hillage, Howlett, Smyth) – 2:03
4. Zero Where Are You? (Allen, Blake, Hillage, Howlett, Smyth) – 1:29
5. Be Who You Are My Friends (Allen, Blake, Hillage, Howlett, Smyth) – 2:33
6. It's the World of Illusion (Allen, Blake, Hillage, Howlett, Smyth) – 3:00
7. Why Don't You Try (Allen, Blake, Hillage, Howlett, Smyth) – 2:19
8. I Am You (Allen, Blake, Hillage, Howlett, Smyth) – 6:37
9. Introducing the Musicians (Allen, Blake, Howlett, Lewry, Pyle, Smyth) – 3:03

## Musiciens
- Daevid Allen – guitare, voix
- Tim Blake – synthétiseur, voix
- Mike Howlett – basse
- Didier Malherbe – flute, saxophone, voix
- Pip Pyle – batterie
- Steffy Sharpstring – guitare, voix
- Gilli Smyth – space whisper, voix, soupirs